# Frederick Griffith
Pour l’article homonyme, voir Griffith.
Frederick Griffith (1879-1941) est un médecin et bactériologue anglais, devenu célèbre par l'expérience scientifique qui porte son nom. Griffith met en évidence l'absorption d'un facteur génétique par une souche de pneumocoques (1928). Après avoir injecté à des souris des pneumocoques R non virulents ainsi qu'une petite quantité de pneumocoques S virulents mais tués par la chaleur, ces souris mouraient tout de même. De plus, des pneumocoques S furent retrouvés dans le sang des souris mortes. 
On sait aujourd'hui que l'ADN des bactéries de souche S avait résisté à la chaleur et qu'il était entré dans les bactéries de souche R, leur permettant de résister au système immunitaire de l'hôte.
Griffith a été le premier à mettre en évidence le principe d'un échange de gènes entre bactéries, appelé transformation génétique.